# 東北民主聯軍航空學校
東北民主聯軍航空學校，通稱東北老航校，是中國共產黨在1946年3月1日在中國東北地區的通化創建的的第一所真正意義上的航空學校。東北老航校先後輾轉搬遷至牡丹江、密山、長春等地。

## 創建歷史
在日本1945年8月15日無條件投降前，蘇聯於8月8日對日宣戰，占領了滿洲國全境、千岛群岛和朝鲜半島北部。中共中央指揮河北、山東以及其他可以動員的八路軍、新四軍積極向關外進發，占领东北部分地区并接收日军剩余物资。蘇聯為中共提供的武器則包括繳獲自關東軍的几百架飛機，並向中共移交被俘的關東軍飛行教官与航空技術人員。
1945年10月31日，進入東北的八路軍、新四軍和東北抗日聯軍等組成東北人民自治軍。1945年11月13日东北局成立航空委员会，成员有蔡云翔等五人。1946年1月1日航空總隊成立，朱瑞兼任总队长，常乾坤、白起任副总队长，蔡云翔任民航队队长。1月14日東北人民自治軍改稱東北民主聯軍。1946年3月1日，中國共產黨為培養飛行員、領航員和航空技術人員，在通化成立東北民主聯軍航空學校。
1945年8月15日日本宣佈無條件投降後，日本關東軍第二航空軍第101教育飛行團第四練成飛行隊的300餘人被八路軍包圍。大隊長林彌一郎帶領下屬於9月底向滿洲的中共軍隊投降。1946年1月1日東北人民自治軍航空總隊成立。1946年3月1日，東北民主聯軍航空學校成立，隶属东北民主联军，这是中国人民解放军历史上第一所航空学校。日本關東軍第二航空軍第101教育飛行團第四練成飛行隊的20名飛行員、24名機械師、72名機械員以及其他各類地面保障人員近200人滯留在東北。
1946年4月，由通化迁至牡丹江。1946年11月迁至东安（今密山）。
1948年1月1日，根據中共中央軍委令，東北民主聯軍改稱東北人民解放軍，司令員是林彪，学校更名东北人民解放军航空学校，隶属东北人民解放军。
1948年3月迁回牡丹江。辽沈战役结束后，1949年3月迁至吉林长春。1949年5月更名中国人民解放军航空学校。
1949年7月30日，吕黎平向筹组空军的刘亚楼汇报：
东北航校从1947年至今共训练飞行员126名，机械员322名，领航员24名，其他保障人员88名，缴获的日、美式各类飞机80架，可参战的约30架，其余只能用于训练飞行。
1954年，日籍人员返回自己的祖国。由于日本右翼势力等因素，他们回到国内后生活都非常艰苦，但不少人仍然怀念着老航校的生活。他们把中国看成是自己的“第二故乡”。林弥一郎还给儿子取名叫林新，意思要做中日友好新一代，并送他到中国留学。

## 日本教官
飛行主任教官有林彌一郎、黑田正義、平信忠雄、繫川正夫、長谷川正、佐藤靖夫、筒井重雄等人。一直到1958年前後，根據中日兩國政府的協議，這批日本軍官才能先後回國。後來，林彌一郎出任了日中和平友好會會長，並於1985年1月率團訪問了中國。

## 中方人員

### 航校行政人员
- 张开帙：航校早期创建者之一，空军少将。
- 魏坚：1945年11月开始参加东北老航校早期的筹建工作，是中央组织部最早选派创建航校的人员之一。
- 王麦林：张开帙夫人，曾任航校教员、指导员、编译室主任等职。
- 方子翼：教官，1955年少将。
- 王弼：航校副政委、政委。
- 常乾坤：航校副校长、校长，1955年中将。
- 副校长白起（1904年12月27日－2020年）：在飞行训练中，没有了航油。白起等人提出了用酒精代替航油的想法，主动要求和日本教官黑田一起试飞酒精飞机。
- 教育长：蔡云翔
- 训练处：处长何键生。负责机械等教学与机务工作。
- 飞行训练科：科长吉祥（吉士志，1946年6月7日空难牺牲）/龙定燎 。
- 航空理论教育科：科长于飞。
- 翻译科：科长张华（精通日语）。
- 队列科：科长龙定燎
- 编辑委员会
  - 《参考材料》：1948年6月20日至1949年9月12日连续出版了第一期至第12期。
- 飞行大队副大队长顾青。
- 机务大队：大队长田杰，副大队长陈明秋
- 飞机修理厂：厂长陈静山
- 校办秘书龙定燎

### 教員
筧橋空軍軍官學校畢業，經歷了抗日戰爭的國軍飛行員王延洲在1946年4月20日一次駕駛L-5聯絡機執行任務時，飛機發生意外而迫降到了控制在八路軍手中的河北省清河縣，為當地的民兵所俘虜。經過「再教育」之後，王延洲到東北民主聯軍航空學校協助訓練飛行員。

### 學生
航校決定從山東抗日大學和延安炮校、山東大學挑選一批學員學習飛行。由於沒有初、中級教練機，航空學校加強地面演練、增加帶飛時間、改進訓練方法，使學員直接飛高級教練機。造就了王海（航校二期的學員）、劉玉堤、張積慧、李汉、邹炎、王天保、高月明等空軍飛行員。朝鲜战争時，參戰的空四师十团二十八大队飛行员全部是航校的畢業生。

### 飞行教员训练班
- 刘风，后任国家体委航空司司长
- 吴恺
- 魏坚，国民党空軍軍士飛行學校二期，后任解放军空军科研部部长
- 王琏，朝鲜人，1947年春回到朝鲜组建朝鲜空军
- 张成中
- 谢挺扬，国民党空軍軍士飛行學校三期，后任冶金部規劃設計院副院長
- 许景煌，国民党空軍軍士飛行學校二期，飞行事故负伤，成为解放军空军历史上第一个被停飞的飞行员，后任解放军空军后勤油料部部长
- 欧阳翼，国民党空軍軍士飛行學校二期，后任廣州軍區空軍工程部副部長
- 张华
- 于飞
- 顾青
- 秦传家：国民党空军第八大队轰炸员。1945年8月从南京投奔新四军。
- 方子翼，后任北京军区空军副司令员
- 夏伯勋，后任济南军区空军副司令员
- 袁彬
- 吕黎平，后任沈阳军区空军副司令员
- 陈熙，后任解放军空军学院第一副院长、政治委员
- 刘忠恵
- 方华
- 方槐，后任武汉军区空军副司令员
- 安志敏，后任广州军区空军副司令员
- 赵群
- 胡志昆
- 黎明
- 张毅
- 李奎，后任解放军空军研究所所长

### 飞行一期甲班
来自抗大一、二、三分校12名老干部组成东北老航校飞行一期甲班飞行学员。在密山直上九九高练，每人经过15个小时的带飞后全部放单飞。
- 姚峻，后任解放军空军副参谋长
- 孟进，空军战斗英雄，烈士、牺牲时为志愿军空3师7团副团长
- 刘耀西
- 张建华
- 翟满绪　1949年任军委员会航空公司驻济办事处青岛航空站站长
- 吴元任：福州军区空军副司令员
- 李熙川：轰12团34大队大队长，装备杜-2轰炸机。1950年8月9日在江苏南通空域被苏联战斗机误击，机组四人（机长李熙川，领航员为空4旅侦察科长李更生，通讯员为大队领航主任曹东波，射击员为大队射击主任刘钰）全部牺牲。
- 张风岐
- 阮济舟，后任空六军副军长
- 于希和
- 吉世堂，后任空六军军长
- 龙定燎，后任二航校历任飞行训练二团首任团长、飞行训练处长、飞行大队长、学校参谋长、副校长，1965年升第三任校长。1979年任成都军区空军副参谋长。

### 飞行一期乙班
飞行一期乙班共计31人：
- 孟力，后任空十二航校校长、广州军区空军参谋长
- 王勃
- 王洪智，后任航空兵师长
- 李汉，中国人民志愿军空军首次取得空战战果的飞行员。
- 李永宽，后任北京军区空军司令部情报处处长
- 牟敦康，后任志愿军空三师七团三大队大队长，抗美援朝时牺牲
- 相玉刚
- 姜宗奎
- 徐东和
- 张文亮，后任空八师二十二团副团长
- 吴玉润
- 林军
- 慕宗惠，后任空第十四航空学校校长
- 钱焕章，后任志愿军空二师第四团大队长
- 马周全，后任陕西省民航局副局长
- 华龙毅，后任广州民航局局长
- 陈亮
- 刘玉堤，志愿军王牌飞行员，后任北京军区空军司令员
- 白云，后任解放军空军副参谋长
- 张积慧，后任解放军空军副司令员
- 刘洪德，后任武汉军区空军后勤部长
- 林虎，后任解放军空军副司令员
- 韩明阳，后任北京军区空军副参谋长
- 陈继发，后任空一军军长
- 王恩泽，后任空十一军副政委
- 李宪刚，后任空十二军副军长
- 徐登昆/徐登坤，后任兰州军区空军司令员
- 马杰三，后任昆明军区空军指挥所主任
- 李向民，后任武汉军区空军副政委、副司令员
- 高月明，后任南京军区空军工程部顾问
- 李国治，后任空十军副军长

### 机械四期
东北老航校机械四期学员有八十三名学员，学习时间从1948年6月至1949年5月。

### 其他
- 王海，飞行二期，志愿军王牌飞行员，后任广州军区空军司令员、解放军空军副司令员、解放军空军司令员
- 邹炎，飞行二期，后任解放军空军副司令员
- 耀先，后任北京军区空军司令员
- 孙景华，后任兰州军区空军司令员
- 侯书军，后任成都军区空军司令员
- 张执之，后任解放军空军副参谋长
- 褚福田，后任北京军区空军副司令员
- 王天保，后任东海舰队航空兵司令员
- 施谛，后任广州军区空军副参谋长、空军指挥学院训练部部长
- 吴光裕，飞行三期，后任福州军区空军参谋长
- 林积贵，飞行三期
- 李文模，飞行三期，后任东海舰队副司令员

## 日本飛機
其飛機大多從東北各地的日軍手中繳獲。航校有各型日制飛機120餘架。航校以其中的46架（其中36架可飞）為主要裝備，開展飛行訓練课程。

### 立川 九九式高等練習機（Tachikawa Ki-55"Ida"）
九九式高等練習機通常稱為“九九高練”。1945年底，東北人民自治軍在東豐機場繳獲了日本关东军第四练成飞行队30餘架九九高練；後來東北民主聯軍在吉林輝南縣的朝陽鎮又找到了了19架九九高練，另外在公主岭机场也找到其零件，在鐵嶺與開原間的平頂堡找到100餘台發動機、汽油與備件，經修理拼湊後約有30架可以使用，成航校的主力教練機。由于当时物资短缺而曾使用酒精代替汽油作为燃料，螺旋桨更是短缺到哪一架飞机要飞行才装上螺旋桨。由於東北老航校當時沒有初級和中級教練機，所以採用直上99高練的方法訓練新飛行員。到1949年11月正式成立中國人民解放軍空軍時，還有99高練23架，均在第7航空學校使用。1953年最後14架退役，在北京的軍事博物館和航空博物館都陳列有該型飛機。

### 立川一式雙發高等練習機（Tachikawa Ki-54 "Hickory"）
一式双発高等練習機通常稱為“雙發高練”。1946年6月，東北民主聯軍在哈爾濱附近的機場发现了該型飛機。加上先前1945年9月初，八路軍民兵在胶东抗日根據地繳獲日軍1架該型機。此後共有5架“雙發高練”在東北老航校作雙發運輸機和高級教練機使用。1946年6月14日，老航校教育长蔡云翔驾该型飞机从牡丹江去通化执行接运钞票任务，经停敦化起飞时因超载机毁人亡。1947年东北秋季攻势前夕，主力第一纵队急需南下的作战地图，长谷川、张华任正、副驾驶员驾该型机完成任务。到1949年11月正式成立中國人民解放軍空軍時，還有“雙發高練”4架，均在第7航空學校使用。1951年這批飛機被用於訓練人民解放軍空軍的第一批女飛行員。1952年這4架飛機退役。

### 其他飛機
國際四式基本練習機（Kokusai Ki-86 "Cypress"〕即四式基本練習機，通稱為“英格曼練習機”，由日本国際航空工業制造。1945年10月，東北人民自治軍先後繳獲了10餘架不完整的國際4式基本練習機。“英格曼”木质机身经过长期日晒风吹雨淋，已经严重变形不堪使用。東北民主聯軍航空學校成立初期，經拼湊修復4架該型飛機。1946年6月7日第一次试飞，教员吉祥（吉士志）机毁人亡。事後檢查其餘3架也有故障，遂停止使用。航校被迫越过初级和中级飞行训练阶段，飞行学员直接在九九高练上学飞。
滿飛二式高等練習機（Manshu Ki-79b）
此機是雙座高等練習機，通常稱為二式高等練習機。東北人民自治軍曾繳獲了幾架滿飛（位於哈爾濱的滿洲飛行機製造株式會社）2式高等練習機，但因備件不足而無法使用。隨著解放戰爭戰局的發展，人民解放軍佔領了大城市和飛機工廠，繳獲了大量飛機器材，2式高等練習機才得以恢復使用。到1949年11月正式成立中國人民解放軍空軍時，還有2式高等練習機3架，均在第7航空學校使用。1953年，這3架飛機退役。戰後印尼至少擁有該型機九架之多。
中島一式陸上戰鬥機“隼”（Nakajima Ki-43 "Oscar"）
日本陸軍一式戰鬥機，通常稱為“隼”式戰鬥機。東北民主聯軍於1946年4月在吉林輝南縣的朝陽鎮、同年6月在哈爾濱附近的機場，先後繳獲了1式1型戰鬥機。1949年11月正式成立中國人民解放軍空軍時，還有“隼”式戰鬥機5架，均在第7航空學校使用。1952年這5架飛機退役。
中島二式重型戰鬥機“鍾馗”（Nakajima Ki-44 "Tojo"）
該機是日本中島公司在1938年與1式戰鬥機同時研製的防空用重型高速戰鬥機。抗日戰爭勝利後，中國軍隊繳獲了一批中島2式戰鬥機。國軍曾用該機裝備了第6大隊18分隊。東北民主聯軍在1946年也繳獲了3架中島2式戰鬥機2型乙，在航校用於飛行訓練。到1949年11月正式成立中國人民解放軍空軍時，還有2架中島2式重型戰鬥機，均在第7航空學校使用。

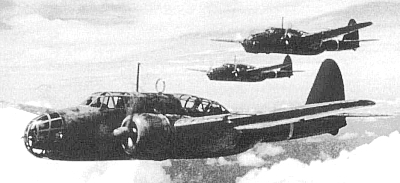
九九式雙發輕轟炸機

川崎九九式雙發輕轟炸機（Kawasaki Ki-48 "Lily"）,接替93式輕轟炸機的九九式雙發輕轟炸機由日本川崎航空機公司於1937年12月研製，各型累計共生產2000架。抗日戰爭勝利後，中華民國國軍繳獲了一批九九式雙發輕轟炸機。由於數量眾多，中華民國空軍曾於1945年10月用該機裝備了第6大隊5中隊。東北民主聯軍也繳獲該機，於航空學校中用於飛行訓練。到1949年11月正式成立中國人民解放軍空軍時，1架99式輕空炸機在第7航空學校使用。1952年該機退役。
三菱九九式襲擊機乙型（Mitsubishi Ki-5l "Sonia"）是一種性能介於戰鬥機和輕型轟炸機之間的機型。1938年2月，日本三菱公司按軍方提出的要求，開始研製用於襲擊地面目標的襲擊機。三菱公司以九七式輕轟炸機為基礎，減小尺寸、減輕重量，設計了一種戰場偵察機兼襲擊機。九九式乙型為襲擊機，機身下下部增設了裝甲板，左右機翼各增裝了1挺12.7毫米機槍；外翼下可掛4枚小型炸彈。九九式甲、乙型在三菱工廠生產到1944年，累計生產1472架。日軍從九九式飛機剛投產即將其廣泛用於中國戰場，其中包括軍偵察機和襲擊機。東北民主聯軍曾繳獲了九九式乙型襲擊機。航空學校用於飛行訓練，直至1953年最後4架退役。

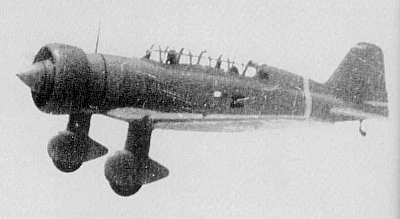
九七式司令部偵察機（ki-15-II）

三菱九七式司令部偵查機（Mitsubishi Ki-15 "Babs"）：司令部偵察機主要用於戰略性的遠程照相偵察、相當於現代的戰略偵察機。東北民主聯軍於1946年6月在哈爾濱附近的孫家機場繳獲了該型飛機，1948年下半年在東北民主聯軍航空學校修復後用於飛行訓練。1949年11月中國人民解放軍空軍正式成立時，還有该型机2架，均在航校使用，1951年退役。
立川 九八式聯絡機（Tachikawa Ki-36 "Ida"）
該機是日軍將九八式直接協同偵察機改變用途而成的聯絡機。於航空學校中用於飛行訓練。日軍曾在中國戰場大量使用98式直協偵察機，以後又將部分該機轉為聯絡機。抗日戰爭勝利後，東北民主聯軍繳獲了該型機。1949年11月正式成立中國人民解放軍空軍時，還有98式聯絡機2架，均在第7航空學校使用。
三菱一〇〇式輸送機（Mitsubishi Ki-57 "Topsy"）
三菱公司於1939年8月在九七式重轟炸機基礎上研製的人員運輸機，採用了與九七式重轟炸機相同的主機翼、動力裝置、著陸裝置等。1940年9月，首架一〇〇式運輸機製成。適合載運傘兵。到1944年停產時，累計生產507架。該機的日本民用型號是三菱MC-20。抗日戰爭勝利後，東北民主聯軍曾繳獲了該機。1949年11月正式成立中國人民解放軍空軍時，唯壹的壹架MC-20運輸機在第7航空學校使用。1952年該機退役。 
三菱九七式輕轟炸機（Mitsubishi Ki-30 "Ann"）是日本陸軍航空隊的第壹種單翼全金屬攻擊機‧是原三菱93式的後繼機，該機除翼下裝有炸彈掛架外‧機身腹部也設有開放式的炸彈艙，採用帶有半整流罩的艙蓋；1938年後由三菱飛機廠及日本陸軍航空工廠聯合生產，至1940年止共出廠686架。1938年1月首次配屬陸軍航空隊第9飛行隊在中國華北戰場出現‧曾參加徐州會戰和在華南戰線上使用，亦參加初期的太平洋戰鬥；在中國東北則駐有第32飛行隊，東北民主聯軍在東北搜集日本飛機時曾獲得3架，曾提供其航校訓練用。
三菱一〇〇式3型乙防空戰鬥（攔截）機 
1936年日本三菱飛機廠生產的九七式司令部偵察機。以其速度快、續航運的優點為轟炸機開道而橫行壹時；為了再提高偵察機的性能，軍方向三菱再提出設計壹種高度在6000公尺以上，速度達到600公裏塒，能續航6小時以上的快速偵察機；1937年12月27日由久保富夫工程師負責設計，1939年11月製出原型機，1940年又繼續製出8架作試驗，隨後小批量生產26架試用，等到量產時該機共有4個修改型，除設備上有所改進外，主要是機頭型狀作了修改，其中的III型曾改作防空戰鬥機而稱為“III乙”型，共改造過75架。東北民主聯軍在東北接收兩架。其中一架編入1949年3月組成的中國人民解放軍“戰鬥機飛行大隊”第1中隊使用。 
川崎2式雙座重型戰鬥機“屠龍”改型丁（Kawasaki Ki-45 Nick）
川崎2式是一種裝有重武器的雙座重型戰鬥／攻擊機，該機根據作戰任務而有5種修改型，也供夜間作戰之用，能作攻擊、轟炸、導航多種用途‧其中II、III型曾配用於東北和華中戰場基地。當1944年秋美國駐成都基地的B-29空襲東北鞍山的日本軍事經濟要地時，“屠龍”所屬的第28戰鬥飛行隊和第16獨立航空隊曾多次參加對B-29的截擊戰鬥：後來，當蘇軍進攻東北時，“屠龍”丙型曾在機頭安裝37mm的機炮對蘇聯坦克進行低空攻擊。東北民主聯軍在東北接收的3架”屠龍”是屬於”改丁’型，後曾調入1949年3月組成的中國人民解放軍戰鬥飛行大隊第1中隊使用。

### 飛機徽記
1946年至1947年
飛機以青天白日徽外鑲白圈塗裝機身與機翼。
尾翼則是四藍條間三白條。
1947年至1949年
飛機以五角星內鑲中字徽塗裝機身與機翼。
尾翼則是四紅條間三白條。

### 引用
1. ↑  .   [2008-06-23]. （原始内容存档于2018-04-13）.
2. ↑  .   [2017-09-10]. （原始内容存档于2020-10-15）.
3. ↑  .   [2008-06-23]. （原始内容存档于2014-11-22）.
4. ↑  .   [2007-05-11]. （原始内容存档于2009-01-25）.